# Simitidion
Simitidion là một chi nhện trong họ Theridiidae.